# Triwung Lor
Triwung Lor is een bestuurslaag in het regentschap Probolinggo van de provincie Oost-Java, Indonesië. Triwung Lor telt 6209 inwoners (volkstelling 2010).